# Я из огненной деревни…
«Я из о́гненной деревни…» (бел. Я з вогненнай вёскі…) — документальный сборник воспоминаний про уничтожение нацистами белорусских деревень и о партизанах во время Великой Отечественной войны, собранный и составленный белорусскими писателями Алесем Адамовичем, Владимиром Колесником и Янкой Брылем.
В книгу вошли свидетельства только тех людей, которые лично пережили трагедию уничтожения их деревни, убийства родных и односельчан. Для опроса очевидцев писатели на протяжении 1970—1973 годов объездили с магнитофоном 147 деревень в 35 районах Беларуси и записали воспоминания более 300 непосредственных участников событий. По цензурным соображениям составители сборника не смогли включить в него большое количество свидетельств, неугодных советскому руководству.
Книга положила начало становлению жанра белорусской художественно-документальной литературы про войну, послужила толчком для режиссёра Элема Климова при создании фильма «Иди и смотри», оказала глубокое влияние на мировосприятие Светланы Алексиевич.

## Издания, переводы и экранизации
Книга вышла в 1975 году на белорусском языке, и была переиздана на языке оригинала в 1978, 1983 и 2001 годах.
В 1977 году книгу издали на русском языке в переводе Ковалёва Д. М. (переиздана в Москве в издательстве «Советский писатель» в 1991 году). Была переведена на многие языки (английский, болгарский, венгерский, польский, украинский и чешский; фрагменты были опубликованы на румынском и словацком) и стала литературным бестселлером в Западной Европе.
На основе книги по совместному сценарию Дашука В. Н. и Алеся Адамовича в 1975—1978 годах был снят цикл документальных фильмов «Я из огненной деревни».